# Ottleya wrightii
Ottleya wrightii là một loài thực vật có hoa trong họ Đậu. Loài này được (A.Gray) D.D.Sokoloff mô tả khoa học đầu tiên.